# European depositary receipt
Um recibo de depósito europeu ( EDR ) representa a propriedade das ações de uma empresa não europeia que negocia nos mercados financeiros europeus. É um equivalente europeu dos American Depositary Receipts (ADR) originais. O EDR é emitido por um banco na Europa, representando ações negociadas em uma bolsa fora do país de origem do banco.

As ações de algumas empresas não europeias são negociadas em bolsas de valores europeias como a London Stock Exchange através do uso de EDRs. EDRs permitem investidores europeus comprarem ações de empresas estrangeiras sem os perigos ou inconvenientes de transfronteiriças e cross-currency transações. Os EDRs podem ser emitidos em qualquer moeda, mas o euro é a moeda mais comum para esse tipo de título . Se o EDR for emitido em euros, ele paga dividendos em euros e pode ser negociado como as ações de empresas europeias. 